# Sorø (municipio)
El municipio de Sorø es un municipio danés en el centro de la isla de Selandia. Fue creado el 1 de enero de 2007 como parte de una reforma territorial en Dinamarca. Para su formación, se fusionaron los antiguos municipios de Dianalund, Stenlille y Sorø.
Su capital y ciudad principal es Sorø.
El municipio limita al oeste con Slagelse y Kalundborg; al norte con Holbæk, al este con Ringsted y al sur con Næstved.

## Localidades
Sorø tiene 29.393 habitantes en 2012. Tiene 13 localidades urbanas (byer), en las que residen 21.615 personas. Un total de 7.737 habitantes viven en alguna localidad rural (localidades con menos de 200 habitantes).
| Localidades más pobladas de Sorø |               |                  |
| N.º                              | Localidad     | Población (2012) |
| 1                                | Sorø          | 7.764            |
| 2                                | Dianalund     | 3.979            |
| 3                                | Frederiksberg | 3.421            |
| 4                                | Stenlille     | 2.041            |
| 5                                | Ruds Vedby    | 1.669            |
| 6                                | Fjenneslev    | 815              |
| 7                                | Nyrup         | 437              |
| 8                                | Munke Bjergby | 327              |
| 9                                | Vedde         | 298              |
| 10                               | Tersløse      | 230              |